# Азиатский ябиру
Азиатский ябиру (лат. Ephippiorhynchus asiaticus) — околоводная птица из отряда аистообразных, один из двух видов аистов рода седлоклювых ябиру (Ephippiorhynchus).

## Описание
Азиатский ябиру достигает длины тела в 130—150 сантиметров и имеет размах крыльев в 230 сантиметров. Голова, шея и маховые перья его чёрного цвета, остальные перья — белые. Клюв также чёрный, длинные ноги — ярко-красного цвета. Пол птицы можно различить по её цвету глаз: у самок они жёлтые, у самцов — коричневые. У птенцов перья — светло-коричневые, на ногах — тёмно-коричневые. В полёте азиатский ябиру вытягивает свою длинную шею вперёд.
Азиатский ябиру имеет два подвида:
- Ephippiorhynchus asiaticus asiaticus
- Ephippiorhynchus asiaticus australis

## Ареал
Азиатский ябиру является единственным видом аистов, живущим в южной и юго-восточной Азии. Распространён от южной Индии и до Вьетнама. Южная граница его обитания — северная Австралия.

## Повадки и привычки
Азиатские ябиру гнездятся и откладывают яйца в болотах и на берегах водоёмов в тропической зоне Азии и Австралии, и в этот период живут небольшими колониями. В гнезде диаметром в 2 метра самка откладывает от 3 до 5 яиц. Высиживают яйца и воспитывают птенцов оба родителя. Эти птицы питаются рыбой, лягушками, крупными насекомыми, а также в редких случаях — мелкими грызунами и птицами, ящерицами.
В Австралии этот вид считается находящимся под угрозой исчезновения (в первую очередь в связи с загрязнением водной среды обитания и вторжением человека в места гнездования).

## Фото

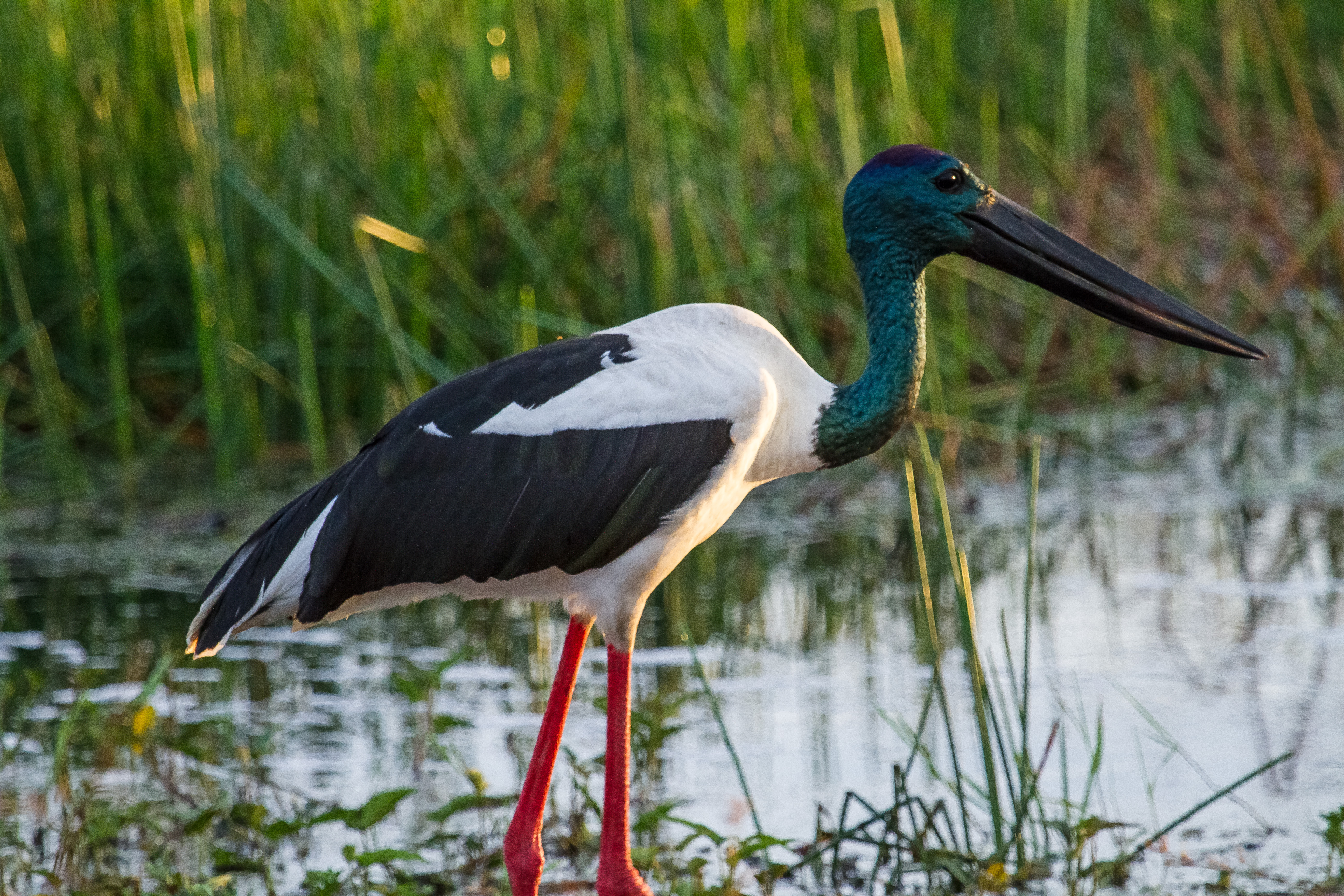
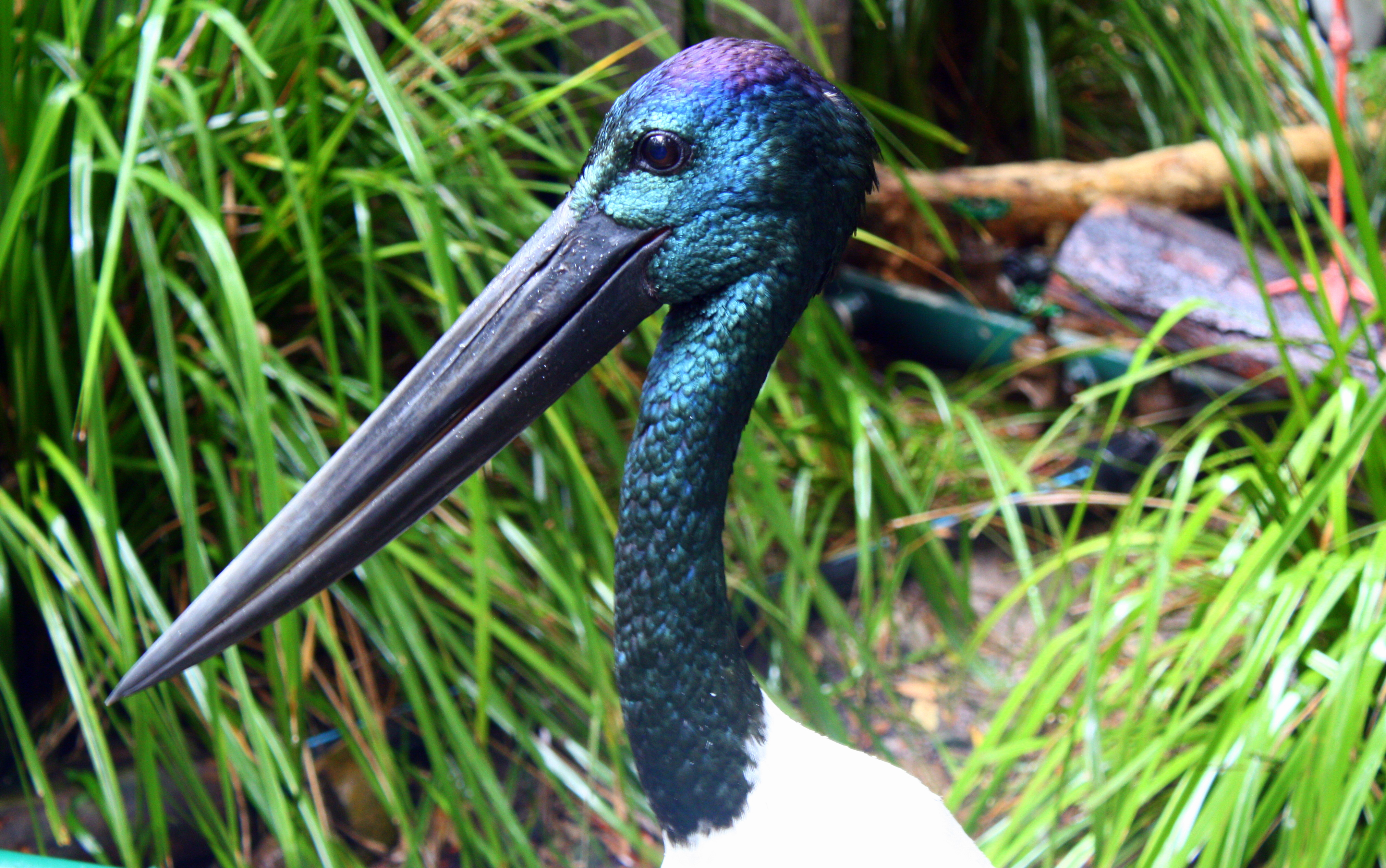
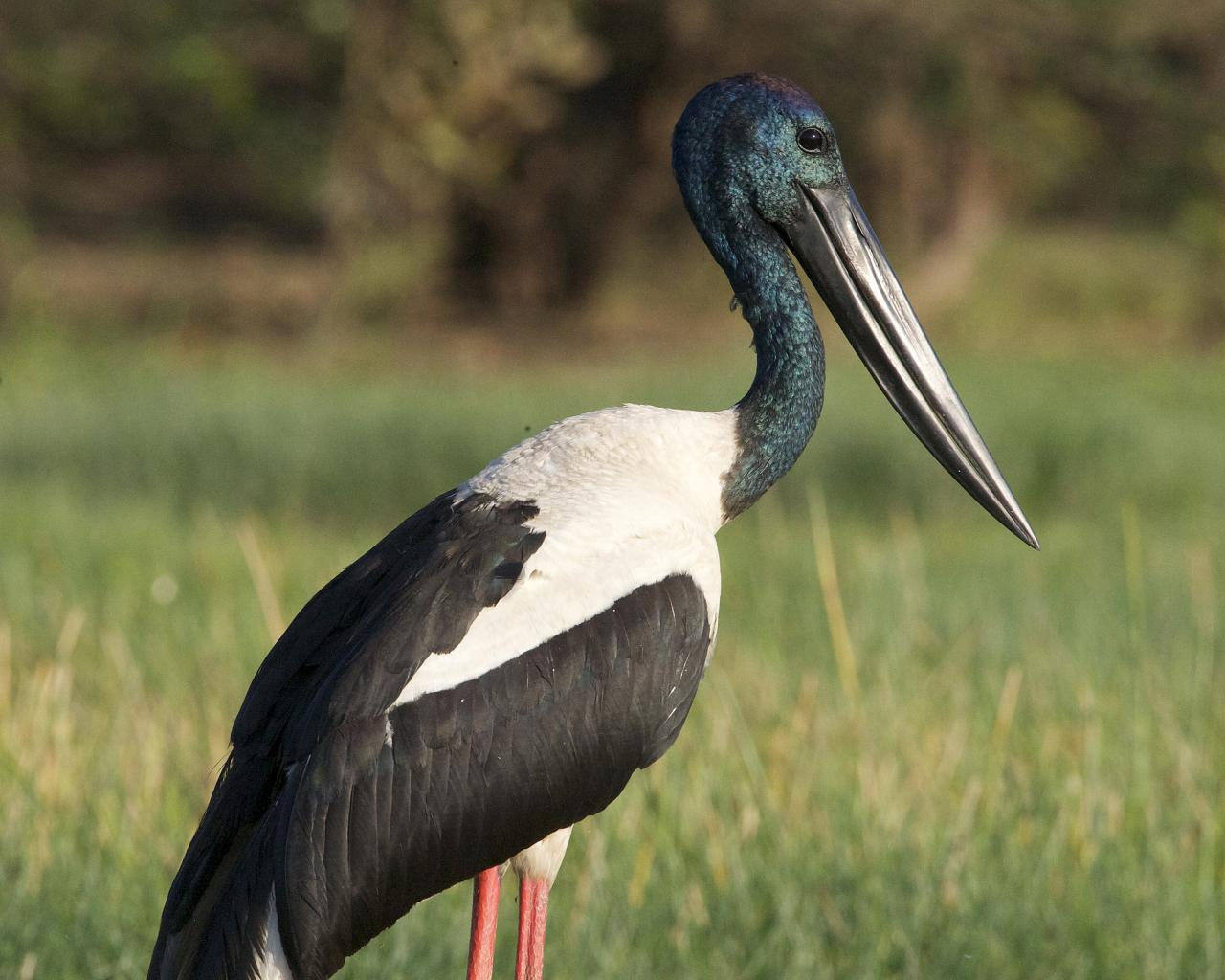
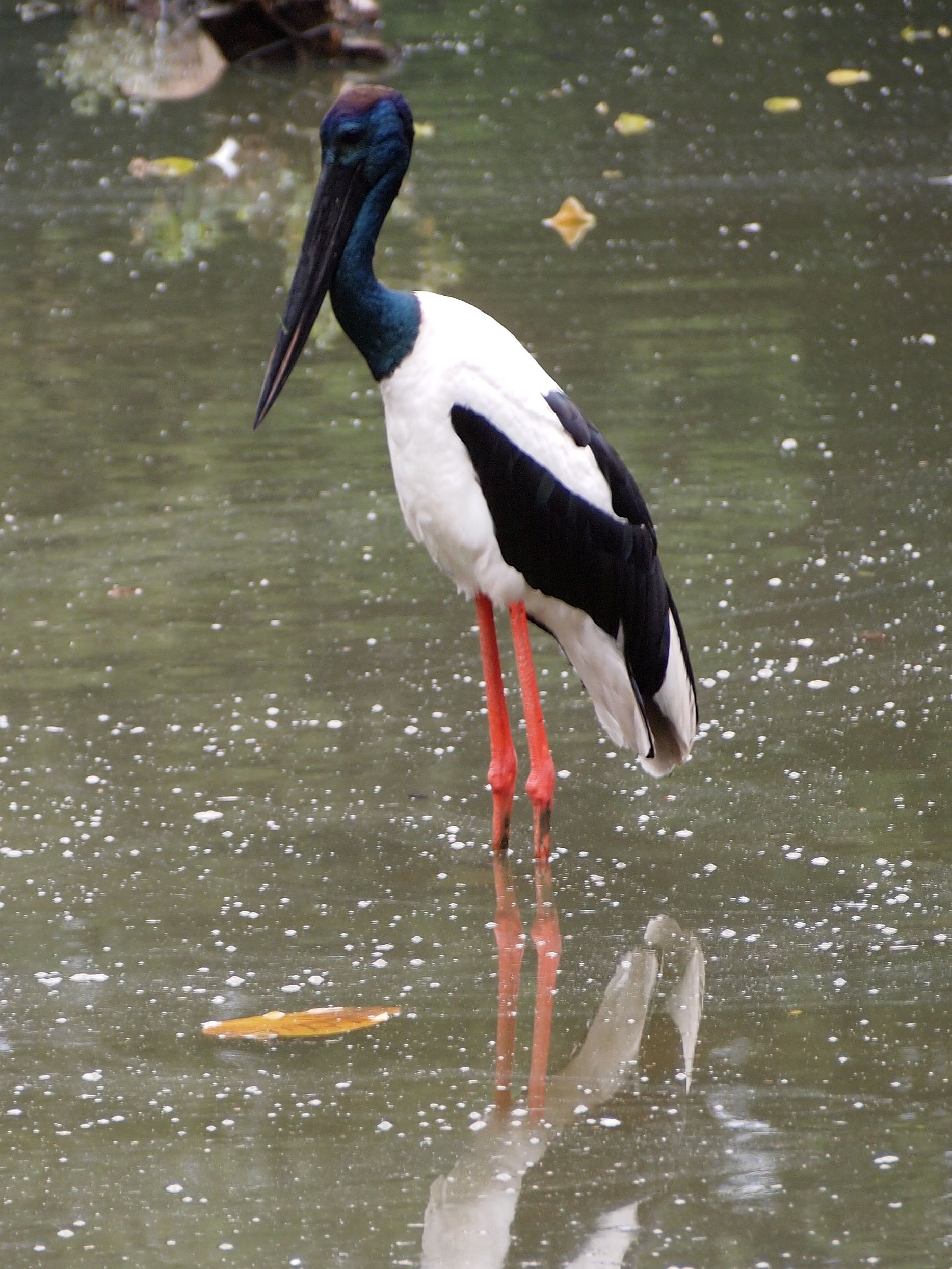
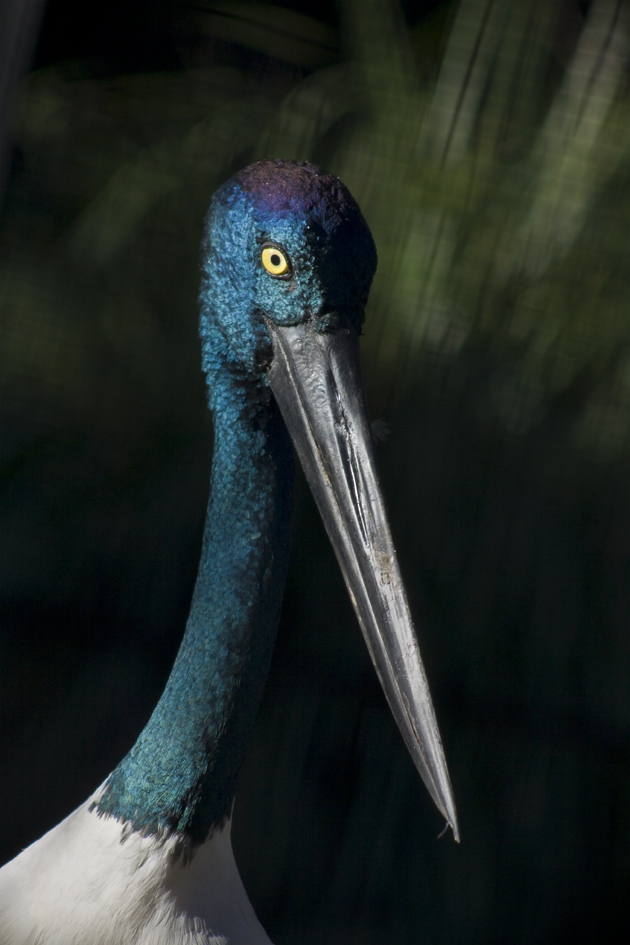
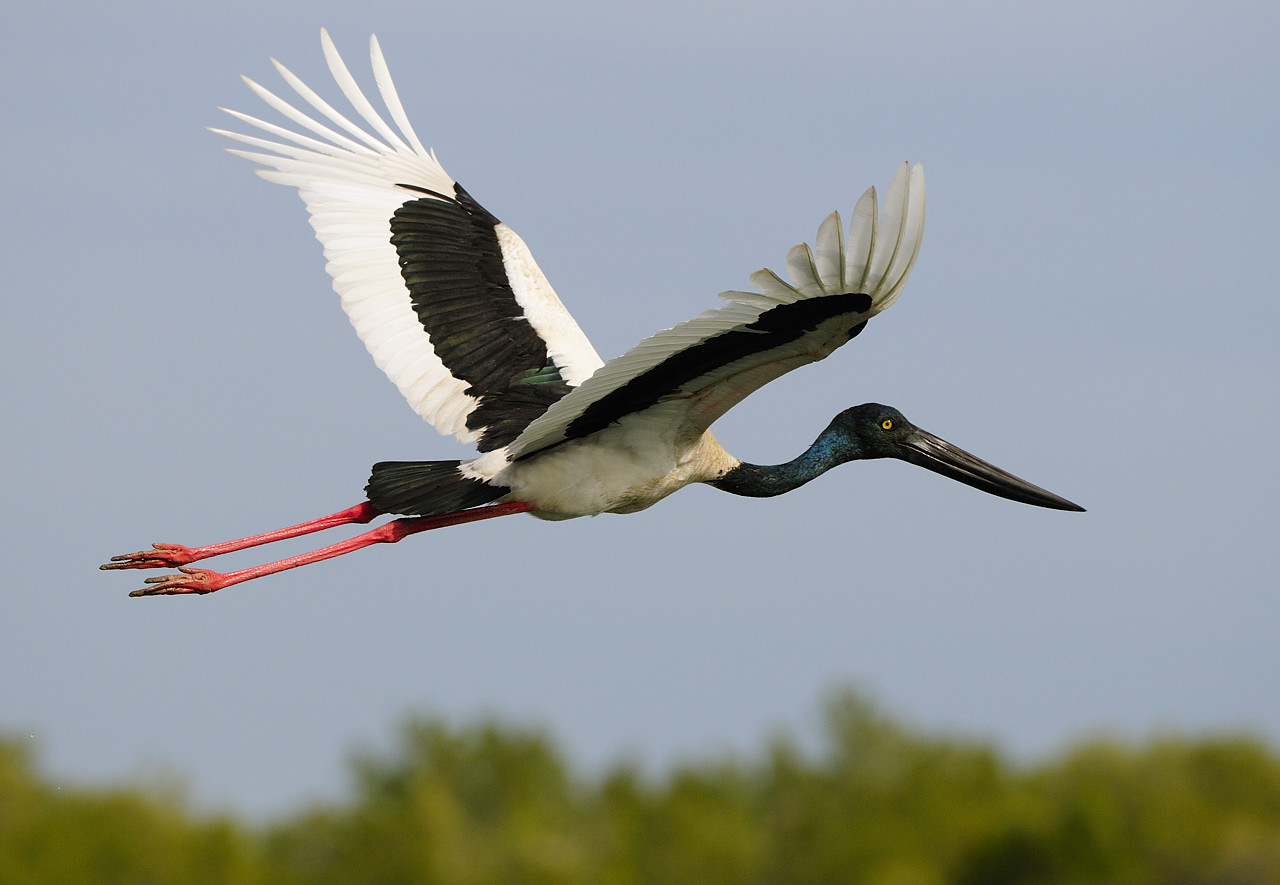